# Franz Karmasin

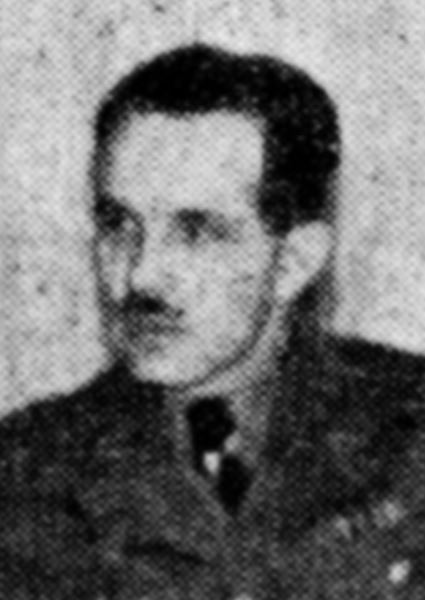
Franz Karmasin, 1941

Franz Karmasin (* 2. September 1901 in Olmütz, Mähren; † 25. Juni 1970 in Steinebach am Wörthsee) war ein Politiker der deutschen Volksgruppe in der Tschechoslowakei, nach deren Zerschlagung nationalsozialistischer Funktionär im Slowakischen Staat und später Vertriebenenfunktionär in der Bundesrepublik Deutschland.
Ab 1935 war Karmasin Abgeordneter der deutschen Minderheit in der tschechoslowakischen Nationalversammlung und Führer der mit der Sudetendeutschen Partei verbundenen Karpatendeutschen Partei (KdP) bzw. ab 1938 deren Nachfolgeorganisation Deutsche Partei. Von 1938 bis Ende des Zweiten Weltkrieges war er Staatssekretär für die Angelegenheiten der deutschen Volksgruppe in der slowakischen Regierung unter Jozef Tiso und zugleich nationalsozialistischer Volksgruppenführer der Deutschen in der Slowakei. Karmasin trieb die Verfolgung und Vernichtung der slowakischen Juden voran. In der SA hatte er zuletzt den Rang eines Gruppenführers, in der Waffen-SS war er Sturmbannführer. Nach 1945 wurde er Funktionär der Sudetendeutschen Landsmannschaft und ab 1959 Geschäftsführer des rechtsextremen Witikobundes.

## Leben und Karriere in der Tschechoslowakei bis 1938
Karmasins mährische Heimat gehörte nach dem Ersten Weltkrieg und dem Vertrag von Saint-Germain zur Ersten Tschechoslowakischen Republik. Ein Studium an der landwirtschaftlichen Hochschule in Tetschen-Liebwerd, das er von 1919 bis 1923 betrieb, beendete er als Diplomlandwirt.
Im Auftrag der Othmar Spann nahestehenden Deutschen Bauernschule in Bad Groß-Ullersdorf (Mähren) kam Karmasin 1926 in die Slowakei, um dort deutsche Genossenschaften zu gründen. Von 1926 bis 1935 war er für den Deutschen Kulturverband in der Slowakei tätig. Im Juli 1928 gründete er zusammen mit Roland Steinacker und Karl Manouschek die Karpatendeutsche Partei (KdP), deren Ziel es war, die politischen und kulturellen Belange der Deutschen in der Slowakei und der Karpatoukraine (damals ebenfalls Teil der Tschechoslowakei) zu vertreten. Er stand in dieser Zeit dem nationalkonservativen, vom Denken Othmar Spanns beeinflussten, sudetendeutschen Kameradschaftsbund für volks- und sozialpolitische Bildung und dessen Gründer Heinz Rutha nahe. Unter Karmasins Einfluss wurde die KdP zunehmend nationalistisch und rechtsorientiert.
Die KdP verband sich im März 1935 organisatorisch mit der Sudetendeutschen Heimatfront unter Konrad Henlein, die sich im selben Jahr in Sudetendeutsche Partei (SdP) umbenannte. Von 1935 bis 1938 war Karmasin Abgeordneter im tschechoslowakischen Parlament. In der nach dem Führerprinzip organisierten Sudetendeutschen und Karpatendeutschen Partei fungierte Karmasin als Stellvertreter Henleins für die Slowakei und die Karpato-Ukraine.

## Staatssekretär und Volksgruppenführer in der Slowakei, 1938–1945
Kurz vor Beginn der Sudetenkrise 1938 wurde die KdP in der Tschechoslowakei verboten. Als Ersatzorganisation gründete Karmasin im Oktober 1938 die Deutsche Partei, eine nationalsozialistische Sammelbewegung der deutschen Minderheit in der Slowakei. Im Oktober 1938 ernannte ihn Jozef Tiso zum Staatssekretär für die Angelegenheiten der deutschen Volksgruppe in der autonomen slowakischen Regierung innerhalb der nach dem Münchner Abkommen föderalisierten Tschecho-Slowakei. Im Dezember 1938 wurde Karmasin in den neu gebildeten autonomen slowakischen Landtag gewählt, wo er sich der Fraktion der von Tiso geführten Slowakischen Volkspartei Hlinkas anschloss.

Am 6. Februar 1939 erklärte er in der Sudetendeutschen Zeitung Die Zeit, wie er sich die Zusammenarbeit der deutschen Volksgruppe mit der Slowakischen Regierung vorstellte: 

„Wir wollen nicht Verträge, sondern klare Verhältnisse zwischen dem slowakischen Volk und der deutschen Volksgruppe schaffen. Die Voraussetzung hierfür ist aber die Ausschaltung aller Widerstände, vor allem aber die Ausschaltung der Juden. Die jüdische Presse ist es, die ein Interesse daran hat, dass keine klaren Verhältnisse bestehen. Wir wollen ohne Vermittlung der Juden miteinander sprechen und verhandeln.“

Im März 1939 wurde die Tschechoslowakei „zerschlagen“. Die Slowakei erklärte sich unter Tiso für unabhängig, während NS-Deutschland den tschechischen Landesteil als „Protektorat Böhmen und Mähren“ annektierte. Karmasin behielt sein Amt als Staatssekretär auch in der Ersten Slowakischen Republik. Zudem wurde er im März 1940 zum NS-Volksgruppenführer der Deutschen in der Slowakei bestimmt. In dieser Eigenschaft forderte er am 1. Mai 1940: 

„Zuerst müssen wir uns dafür einsetzen, dass unsere deutschen Gemeinden von der Judenplage befreit werden, wenn wir von anderer Seite dabei auch immer behindert werden. Wir müssen diese Idee aber dauernd propagieren und erreichen, dass die Slowaken begreifen, welche Belastung die Juden für diesen Staat sind.“

Karmasin soll an der Deportation von Juden beteiligt gewesen sein, ebenso an der Säuberung der deutschen Volksgruppe von (nach seinen Worten) „rassisch minderwertigen und asozialen Elementen“.
Zum 30. Januar 1941 wurde er zum SA-Brigadeführer befördert, er wechselte zum 1. September 1943 als SS-Hauptsturmführer zur SS und wurde 1944 zum SS-Sturmbannführer befördert. Unter den Volksdeutschen warb er für den Eintritt in die Waffen-SS.
Im Juli 1944 forderte Karmasin anlässlich eines Treffens der Führer der Deutschen Partei die Gründung eines bewaffneten Heimatschutzes zum Schutz der deutschen Bevölkerung in der Slowakei. Den Beginn der Gründung teilte Karmasin in einem Schreiben vom 19. August 1944 auch Heinrich Himmler mit. Im September 1944 begann die Ausbildung von Mitgliedern des Heimatschutzes, der eigentlich eine paramilitärische Organisation war, mit Zustimmung der damaligen Deutschen Botschaft in Preßburg.

## Vertriebenenfunktionär in der Bundesrepublik Deutschland nach 1945
Nach Kriegsende flüchtete Franz Karmasin zunächst nach Österreich, wo er unter dem falschen Namen Franz Dibak lebte. Nachdem die Nürnberger Prozesse beendet waren, zog er nach Westdeutschland.
In der Tschechoslowakei wurde Franz Karmasin 1948 in Abwesenheit zum Tode verurteilt verurteilt. Wiederholt forderte Prag von der deutschen Bundesregierung seine Auslieferung, jedoch ohne Erfolg, da nach deutschem Recht deutsche Staatsangehörige nicht ans Ausland ausgeliefert werden.
Wieder unter seinem wirklichen Namen wurde er 1952 Mitglied des Witikobundes und ab 1959 dessen Geschäftsführer. Dieser Verband wird dem rechten Flügel der Sudetendeutschen Landsmannschaft zugeordnet und zeigt rechtsextreme Bestrebungen. Als „hoch verehrter“ Funktionär der Sudetendeutschen Landsmannschaft wollte er sich an seine nationalsozialistische Vergangenheit in der Slowakei, seine antisemitischen Äußerungen und die Verfolgung der Juden nicht mehr erinnern. Gegenüber einem Spiegel-Redakteur erklärte er im Jahre 1966: „Was wollen Sie, ich war ja nicht einmal in der NSDAP.“
Der ungarische Geheimdienst warb Karmasin 1956 als Agenten, der sich zunächst auch zur Zusammenarbeit bereit zeigte. Dann übergab er den Kontakt an die verbündete tschechoslowakische Staatssicherheit (StB). Diese wollte durch Karmasin in der Bundesrepublik lebende Sudetendeutsche, ihre Organisationen und Pläne gegenüber der ČSR, aber auch tschechoslowakische Emigranten und Radio Free Europe ausspionieren. Die wiederholten Kontaktaufnahmen der StB blieben aber erfolglos, schließlich lehnte Karmasin die Zusammenarbeit ganz ab. Von 1960 bis 1965 war Karmasin als „Sonderverbindung“ für den Bundesnachrichtendienst tätig.
Karmasins Vita wird im Braunbuch der DDR aufgeführt, wo er als „Henker des Slowakischen Volkes“ bezeichnet wird.

## Familie
- Franz Karmasins Sohn Fritz Karmasin (* 1930, † 2013) war ein österreichischer Marktforscher.
- Der Enkel Thomas Karmasin (* 1962) ist ein deutscher Politiker (CSU) und seit 1996 Landrat des Landkreises Fürstenfeldbruck.
- Markus Karmasin, Leiter des Geschäftsbereiches Zell- & Gentherapie bei Novartis Onkologie in Deutschland, ist sein Enkel.
- Der Enkel Matthias Karmasin (* 1964) ist ein österreichischer Medien- und Kommunikationswissenschaftler.
- Die österreichische ÖVP-Politikerin und ehemalige Familien- und Jugendministerin Sophie Karmasin (* 1967) ist seine Enkelin.[10]